# Конг (держава)
Конг (1710—1898) — держава в південній частині Західної Африки, що утворилася внаслідок міграції племен дьюла, що зайняли вождество Конг народу сенуфо. До середини XVIII ст. перетворилося на потужну імперію. З кінця XIX ст. вела війни проти держави Кабадугу. 1898 року була знищена війська держави Васулу.

## Історія
Протягом XII ст. племена сенуфо і т'єфо в районі річки Вольта та інших притооках Нігеру почали створювали протодержави, а потім вождества. Одним з них стало утворення навколо поселення Конг. У XVI ст. з початком розпаду імперії Малії племена дьюла (з родини манде) рушили на південь. Зрештою було засновано поселення Бего. Протягом століття відбувається змішання населення. Поступово дьюла почали переважати, проте вплив вождеств сенуфо зберігався до середини XVII ст. Спільно дьюла і сенуфо вимушені були захищати область від нападів держав Дагомба і Годжа.
Засновником держави став Секу Уатара, що 1710 року зумів захопити владу в Конзі, об'єднавши перед тим усі племена дьюла. Він спирався на знать дьюла і сенуфо. При цьому провів військову реформу, сформувавши потужну пізоту з рабів та кінноту. Також закупив вогнепальну зброю в голландців. Було створено централізовану державу. АКтивна зовнішня політика Секу Уатари призвела до захоплення значних областей, внаслідок чого захоплено долину річки Вольта, а на півдні почалося протистояння з державою Ашанті, яка визнала номінальну зверхність Конгу.
Після смерті 1745 року Секу Уатара його сини почали боротьбу за владу, внаслідок чого область Гвіріко, де був намісником Фамага Уатара, оголосила про свою незалежність. Також почали відкоремлюватися численні родичі та сини засновника держави. Після 1800 року імперія Конг перетворилася на своєрідну конфедерацію, де визнавали загальну владу володаря, проте кожне з місцевих правителів провадив власну політику.
З 1830-х років за часів Бакарі Уатара починається нове піднесення держави. До кінця 1840-х роках було встановлено вплив над державами Гвіріко, Кенедугу, вождеством народу лобі (тут були численні поклади золота).
Втім вже з початку 1860-х років відбувається нове ослаблення. З 1870-х років Конг вступає у конфлікт з державою Кабадугу, до якої з початку 1880-х років долучається імперія Васулу. В цей час скорочується територія Конгу та обсяг місцевих торгівців. 1889 року Карамоко Уле Уатара, фагама Конг, з огляду на посилення ворогів визнала протекторат Франції. 1894 року підтверджено цю угоду. Разом з тим починаються безкінечні атаки з боки Васулу на Конг, столицю якого було знищено 1897 року. Рештки правлячої династії та знаті втекли на північ. Вони в подальшому підтримували кампанії проти Васулу. Втім єдина держава Конг припинила існування.

## Устрій та стани
На чолі стояв володар, що носив титул фагама. він спирався на свою родину та військовий стан (сонанг), що мав чимале значення. Також важливу роль відігравала вища та місцева знать. Торгівці на відміну від сусідніх держав мали економічну та політичну вагу, оскільки самостійно мали право створювати торговельні пункти та аванпости, через які рухалися каравани. В цих пунктах розташовувалися власні купецькі загони, сформовані з рабів. Нижче розташовувалися стани селян, скотарів та ремісників. Нижчим становим були раби.

## Економіка
Основу становило землеробство, тваринництво і торгівля. Міста держави, насамперед її столиця, були важливим центром торгівлі рабами золотом й горіхами кола. Торговельні каравани досягали внутрішньої долини Нігеру. З півночі завозили сіль, сушену рибу, коней та ісламську літературу. З півдня імпортували текстиль, вогнепальну зброю, порох, спиртні напої та каурі.

## Військо
На початку існування держави було створено піхоту (сунанги), основу яких становили полонені й раби, вдосконалено кінноту, що перестала бути привілею знаті.

## Культура

### Релігія
З самого початку льюла сповідували іслам, а сенуфо і т'єфо були анімістами. Важливим був культ Ня. Після утворення держави почалася ісламізація населення, що спричинило спротив сенуфо на чолі із жерцями (фортігі). Разом з тим столиця держави — місто Конг — стало важливим культурним й ісламським центром. Зрештою володарі перейшли до політики терпимості щодо християн та анімістів.

### Архітектура
Основними напрямками будівництва було зведення фортець, укріплених торговельних пунктів на караванних шляхах. Значним було будівництво мечетей по всій країні. Найбільші було зведено в столиці. На момент повалення династії Уатара існувало 7 мечетей в Конзі.